# 1995

## Події
- 1 січня — Російські війська почали штурм Грозного під час першої чеченської війни.
- 1 січня — У ЄС вступають Австрія, Швеція та Фінляндія.
- 1 січня — Франція розпочала головування в Раді ЄС[1].
- 3 квітня — агенти ФБР заарештували Теодора Качинського.
- 18 квітня — Київська міська рада ухвалила рішення про повернення древнього герба міста Києва із зображенням Архангела Михаїла.
- 27 травня — На будинку Київської міської ради встановили древній герб, який повернули місту рішенням міської ради 18 квітня 1995 року, і на щоглі перед фасадом будинку Київради підняли прапор із зображенням архістратига Михаїла — небесного патрона Києва.
- 1 липня — Іспанія розпочала головування в Раді ЄС[1].
- 3 липня — вступ на посаду міністра внутрішніх справ України Кравченка Юрія Федоровича.
- 25 липня — Сербські війська взяли Жепу в ході  Боснійської війни. Падіння Сребрениці і Жепи — одна з найвідоміших подій громадянської війни в Югославії 1991-1995 років. Одним із наслідків цього конфлікту стала різанина у Сребрениці.
- 24 серпня — Випущено «Windows 95».
- 15 жовтня — Саддам Хусейн одержав 99.96 % голосів на президентських виборах в Іраку.
- 9 листопада — Україна набула членство у Раді Європи.
- 29 грудня — Відкриття Дніпровського метрополітену.

### Наука
- Експериментальне підтвердження конденсації Бозе — Ейнштейна.

## Народились
Див. також: Категорія:Народились 1995
- 7 січня — Тарас Качараба, український футболіст, захисник чеської «Славії» та національної збірної України.
- 9 січня — Нікола Пельц, американська акторка, дочка знаменитого американського промисловця і мільярдера Нельсона Пельца.
- 14 січня — Анастасія Меркушина, українська біатлоністка.
- 2 лютого — Ігор Харатін, український футболіст, півзахисник польської «Легії».
- 5 лютого — Аднан Янузай, бельгійський футболіст косоварського походження.
- 3 березня — Елоїз Сміт, британська акторка («Хроніки Франкенштейна»[en], «Блудниці»[en]).
- 9 березня — Сьєрра Рамірес, американська акторка та співачка.
- 10 березня — Ірина Геращенко, українська легкоатлетка, що спеціалізується на стрибках у висоту.
- 13 березня — Владислав Курасов, український співак білоруського походження.
- 24 березня — Микита Бурда, український футболіст, захисник київського «Динамо».
- 25 березня — Денис Реконвальд, український співак, танцюрист, актор.
- 1 квітня — Лоґан Пол, американський актор і відеоблоґер.
- 20 квітня — Едуард Соболь, український футболіст, захисник національної збірної України та бельгійського «Брюгге».
- 23 квітня — Джіджі Хадід, американська супермодель і телеведуча.
- 23 травня — Максим Крипак, український плавець, десятиразовий чемпіон літніх Паралімпійських ігор.
- 5 червня:
  - Маргарита Паша, українська модель, переможниця конкурсу «Міс Україна 2019».
  - Трой Сіван, австралійський співак, композитор, актор, відеоблогер південно-африканського походження.
- 8 червня — Аліна Гросу, українська естрадна співачка.
- 26 червня — Сергій Лазановський, український актор, телеведучий, співак. Переможець талант-шоу «Голос країни-11».
- 2 липня — Яна Зінкевич, український доброволець-медик. Народний депутат України 9-го скликання.
- 18 липня — Марина Бех-Романчук, українська легкоатлетка.
- 22 липня — Тарас Міщук, український веслувальник-каноїст, бронзовий призер Олімпійських ігор 2016 року.
- 3 серпня — Олександр Хижняк, український боксер, срібний призер Олімпійських ігор 2020 року.
- 22 серпня — Дуа Ліпа, британська співачка косовського походження, авторка пісень і модель.
- 1 вересня — Владислав Кабаєв, український футболіст, півзахисник луганської «Зорі».
- 22 вересня — Ім Найон, південно — корейська співачка та учасниця гурту Twice
- 13 жовтня — Пак Чімін, південнокорейський співак, автор пісень та танцюрист.
- 21 жовтня — Jerry Heil, українська співачка.
- 27 листопада — Роман Яремчук, український футболіст, нападник бельгійського клубу «Брюгге» та національної збірної України.
- 9 грудня — Marietta, українська співачка.
- 27 грудня — Тімоті Шаламе, американський актор французького походження.

## Померли
Дивись також: Категорія:Померли 1995, Список померлих 1995 року
- 30 січня — Джеральд Даррелл, англійський вчений-зоолог, письменник-анімаліст.
- 1 березня — Лістьєв Владислав Миколайович, російський журналіст, телеведучий (програми «Взгляд», «Поле Чудес», «Тема»), перший генеральний директор ГРТ
- 14 березня — Вільям Альфред Фаулер, американський астрофізик, нобелівський лауреат
- 17 березня — Санніленд Слім (справжнє ім'я Альберт Луендрю), американський блюзовий піаніст (нар. 1906).
- 2 квітня — Ганнес Альфвен, шведський фізик і астроном, лауреат Нобелівської премії з фізики 1970 року
- 10 квітня — Білецький Андрій Олександрович, український мовознавець, поліглот (*1911).
- 25 квітня - Шанковський Лев, український економіст, журналіст, військовий історик-дослідник.
- Івасюк Михайло Григорович
- Азгур Заїр Ісакович
- Береговий Георгій Тимофійович
- Ботвинник Михайло Мойсейович
- Брагін Ахать Хафізович
- Братунь Ростислав Андрійович
- Білкун Микола Васильович
- Гавриленко Володимир Никифорович
- Гнатишин Андрій
- Гурвич Ірина Борисівна
- Гуцало Євген Пилипович
- Енн Данхем
- Довженко Валеріан Данилович
- Желязни Роджер
- Ковальчук Петро Іванович
- Комарницький Антон Аполлінарійович
- Лук'янов Валентин Володимирович
- Мазепа-Коваль Галина Ісааківна
- Ментей Йосиф Андрійович
- Нордаль Гуннар
- Плотников Іван Васильович
- Побігущий Євген
- Познанська Марія Авакумівна
- Рабін Іцхак
- Романюк Володимир (патріарх)
- Ротбард Мюррей
- Свєшніков Ігор Кирилович
- Світлична Ганна Павлівна
- Станіславський Анатолій Іванович
- Стефанчук Юрій
- Цицалюк Григорій Никифорович
- Шеффер П'єр
- Шолдра Діонізій
- Юзьков Леонід Петрович
- Яремчук Назарій Назарович

## Нобелівська премія
- з фізики: Мартін Перл — «за відкриття тау-лептона»; Рейнс Фредерік — «За експериментальне виявлення нейтрино»
- з хімії: Пауль Крутцен, Маріо Моліна та Шервуд Роуланд — «За праці з атмосферної хімії, особливо в частині процесів утворення та розкладання озону»
- з медицини та фізіології: Едвард Льюїс, Крістіана Нюсляйн-Фольгард та Ерік Вішаус — «За відкриття, що стосуються генетичного контролю на ранніх стадіях ембріонального розвитку»
- з економіки: Роберт Лукас мол. — «За розвиток і застосування гіпотези раціональних очікувань, трансформацію макроекономічного аналізу та поглиблення розуміння економічної політики»
- з літератури: Шеймас Гіні (Seamus Heaney)
- Нобелівська премія миру: Юзеф Ротблат та Пагвошський рух учених — «За зусилля у зменшенні ролі ядерної зброї у міжнародній політиці, а також знешкодження такої зброї у довгостроковій перспективі»

## Національна премія України імені Тараса Шевченка
Див. Національна премія України імені Тараса Шевченка — лауреати 1995 року.

## Державна премія України в галузі науки і техніки1995
Список лауреатів див. Лауреати Державної премії України в галузі науки і техніки (1995).